# Botón «me gusta»

El botón de "Me gusta" utilizado en Facebook.

El botón de «me gusta» o pulgar arriba, llamado popularmente like (por su nombre en inglés; pronunciado laik; verbo: likear) es una característica del software de comunicación como redes sociales, foros de Internet, blogs y webs de noticias donde los usuarios pueden expresar su opinión, reaccionar o apoyar el contenido.
Los servicios de Internet con botones de Me gusta suelen mostrar el número de usuarios a quienes les ha gustado el contenido en cuestión y, en ocasiones, pueden mostrar una lista total o parcial de ellos. Esto es una alternativa cuantitativa a otros métodos de expresar reacciones, como por ejemplo escribir una respuesta.
Algunas webs también incluyen un botón de «no me gusta» o pulgar abajo, también llamado dislike, por su nombre en inglés; pronunciado dislaik), para que los usuarios puedan decidir si votar a favor, en contra o no hacerlo. Otras webs tienen sistemas de votación más complejos, por ejemplo un medidor de 5 estrellas o botones de reacciones con un rango de estados de ánimo representados con un emoticono.

## Implementaciones

### FriendFeed
El botón de Me gusta nació como una característica de FriendFeed el 30 de octubre de 2007 y se popularizó en dicha comunidad. Más tarde se adoptó por Facebook antes de que FriendFeed fuese absorbida por Facebook el 10 de agosto de 2009.

### Facebook

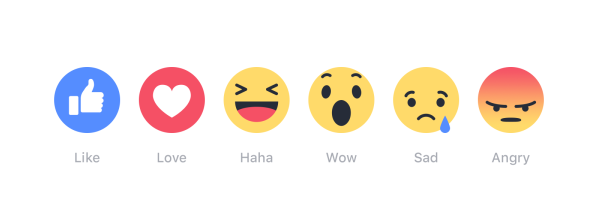
Las reacciones amplian las posibilidades más allá del Me gusta.

El botón de Me gusta en Facebook, representado por un "pulgar arriba". En sus inicios se discutió sobre si hacer un icono de una estrella o un símbolo de más y, durante su desarrollo, se pensaba llamar "Me asombra" en vez de "Me gusta". Se introdujo el 9 de febrero de 2009. Durante mayo de 2016, Facebook introdujo reacciones; una nueva manera de expresar emociones en Facebook. Algunas de las que se incluyeron fueron "Me encanta", "Me divierte", "Me sorprende", "Me entristece", "Me enfada" y "Me importa", ésta última agregada posteriormente en marzo de 2020.

### YouTube

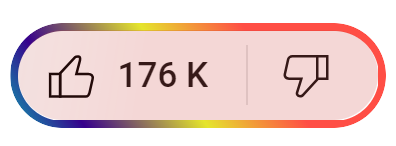
El botón de Me gusta de YouTube "brilla" cada vez un creador diga "Aplasta ese botón de Me gusta".

En 2010, tras el rediseño de YouTube, se cambió su sistema de valoración por un medidor de estrellas a unos botones de Me gusta y No me gusta. Anteriormente los usuarios podían calificar los vídeos en una escala del 1 al 5 en estrellas. Los trabajadores de YouTube dijeron que este sistema era más efectivo, ya que con el sistema anterior las valoraciones de 2, 3 y 4 estrellas apenas se utilizaban.
En 2012, YouTube hizo un breve experimento sustituyendo los botones de Me gusta y No me gusta por botones con un +1 de Google+.
En 2019, tras la reacción del Rebobinado de YouTube de 2018, se está trabajando en combatir los bots de No me gusta, incluyendo una opción para eliminar por completo el botón de No me gusta. El vídeo es el que más No me gusta acumula en YouTube, por encima de "Baby" de Justin Bieber. Irónicamente, esto bloquearía los No me gusta al vídeo, haciéndolo potencialmente el vídeo con más No me gusta de la web permanentemente.
El 12 de noviembre de 2021, YouTube anunció que se hará que los recuentos de «No me gusta» sean privados, y que sólo el creador de contenido pueda ver el número exacto del conteo de éstos en el back-end, en lo que la compañía dice que es un esfuerzo para combatir las campañas de acoso y disgusto dirigidos, y alentar a los más pequeños creadores de contenido. El anuncio y la actualización fueron fuertemente criticados por la comunidad de YouTube, así como los creadores y al cofundador de YouTube, Jawed Karim, debido a los «no me gusta» visibles, que permitían a los usuarios detectar inmediatamente videos fraudulentos, inútiles, peligrosos, explícitos, discriminatorios o, en general, de mala calidad. Sin embargo, existen algunas extensiones de navegador que permiten al usuario ver una estimación de los «no me gusta» en los videos; YouTube eliminó los datos reales de los «no me gusta» de su API el 13 de diciembre de 2021.
El 17 de octubre de 2023, con la nueva actualización de la página, las visualizaciones y los Me gusta se actualizan periódicamente durante las primeras 24 horas de un nuevo vídeo. Además, el botón de Me gusta "brilla" cuando un creador pide a sus espectadores que presionen el botón de Me gusta. 

### Google+

Botón de +1, el "Me gusta" de Google+ (versión antigua).

Google+ tenía un botón de Me gusta llamado +1 (jerga de Internet para decir que algo te gusta o que lo apoyas), el cual se introdujo en junio de 2011. En agosto de 2011 el +1 también funcionaba como icono de Compartir.

### Instagram
Instagram tiene un botón de Me gusta. Es un símbolo de corazón () similar a los de X (Twitter), Tumblr y VK. En la aplicación móvil se puede hacer Me gusta con un doble toque sobre la foto. También se puede reaccionar con un Me gusta a los comentarios. En mayo de 2019, Instagram comenzó a hacer pruebas en las que podías ocultar los Me gusta de una publicación. 

### TikTok
El botón de Me gusta de TikTok es un símbolo de corazón (). Se puede dar Me gusta pulsando el botón o dando un doble toque sobre el vídeo, similar a Instagram. Los usuarios tienen la opción de poder ocultar o mostrar el historial de Me gusta a todos los usuarios en el perfil.

### Reddit
En Reddit (un foro de Internet), los usuarios pueden votar a favor o en contra a las publicaciones y comentarios. Estos votos contribuyen al "karma", que es como se llama a la calificación global del usuario en el foro).

### X (Twitter)
Desde sus inicios, X tenía dos tipos de reacciones a las publicaciones de los demás, el retuit y el favorito, este último representado por una estrella dorada (). En noviembre de 2015, para aliviar confusiones de usuarios y equiparar su sistema al de otras redes sociales, rebautizaron la función Favorito por un Me gusta, y su botón cambió de la estrella a un corazón (). Desde el 12 de junio de 2024, todos los Me gusta de los usuarios son privados.

### Tumblr
Tumblr siempre ha tenido un corazón () como reacción de Me gusta, como Instagram y Twitter en la actualidad.

### Sina Weibo
Sina Weibo tiene un botón de Me gusta. Sus funciones son similares las de Twitter.

### Strava
Strava, una aplicación de localización GPS para bici y correr, tiene un botón de "Kudos" que da la opción de indicar que te gustan las actividades de gente a la que sigas.

### VK
VK tiene botones de Me gusta para comentarios, publicaciones, multimedia y enlaces externos, pero funcionan de forma distinta a Facebook. Los Me gusta no aparecen automáticamente en el muro del usuario, sino que se guardan en la sección de Favoritos, que es privada.

### LinkedIn
LinkedIn, una plataforma multimedia de búsqueda de trabajo y negocios. Simplemente implementaron un botón de Me gusta para poder realizar un seguimiento de artículos o publicaciones, así como compartirlas con amigos.

## Asuntos legales
En 2017, un hombre fue multado con 4.000 francos suizos por un tribunal regional suizo por darle a Me gusta en Facebook a mensajes difamatorios criticando a un activista. Según el tribunal, el defensor "claramente aprobó el contenido".